# Чемпионат России по боксу 1999
Чемпионат России по боксу 1999 года проходил в Челябинске с 5 по 20 июня.

## Медалисты
| Весовая категория | Золото                                  | Серебро                                 | Бронза                                                                       |
| ----------------- | --------------------------------------- | --------------------------------------- | ---------------------------------------------------------------------------- |
| до 48 кг          | Сергей Казаков Ульяновская область      | Александр Налбандян Краснодарский край  | Андрей Воробьёв Челябинская область Андрей Костин Ленинградская область      |
| до 51 кг          | Ильфат Разяпов Челябинская область      | Дмитрий Гайсин Свердловская область     | Андрей Алымов Челябинская область Андрей Корнеев Ставропольский край         |
| до 54 кг          | Раимкуль Малахбеков Калмыкия            | Камиль Джамалутдинов Москва             | Шафидин Аллахвердиев Дагестан Сергей Пулькевич Хабаровский край              |
| до 57 кг          | Андрей Козловский Новосибирская область | Александр Митишев Челябинская область   | Михаил Ананьин Иркутская область Алексей Шайдулин Калининградская область    |
| до 60 кг          | Александр Малетин ХМАО                  | Алексей Степанов Волгоградская область  | Владимир Ильчибаев ХМАО Махач Нурудинов Дагестан                             |
| до 63,5 кг        | Дмитрий Павлюченков Ростовская область  | Максим Чудаков Москва                   | Александр Леонов Москва Анатолий Шевченко Иркутская область                  |
| до 67 кг          | Олег Саитов Самарская область           | Тимур Гайдалов Дагестан                 | Руслан Хаиров Дагестан Вячеслав Чиков Волгоградская область                  |
| до 71 кг          | Андрей Мишин Иркутская область          | Андрей Баланов Московская область       | Андрей Гоголев Нижегородская область Владимир Есмейкин Самарская область     |
| до 75 кг          | Гайдарбек Гайдарбеков Дагестан          | Владимир Плетнёв Челябинская область    | Гусейн Курбанов Дагестан Дмитрий Стрельчинин Хабаровский край                |
| до 81 кг          | Евгений Макаренко ХМАО                  | Алексей Астраханцев Челябинская область | Александр Лебзяк Москва Ибрагим Акаев Дагестан                               |
| до 91 кг          | Султан Ибрагимов Ростовская область     | Игорь Кшинин Волгоградская область      | Зограб Енокян Волгоградская область Сергей Лопатинский Волгоградская область |
| свыше 91 кг       | Феликс Дьячук Москва                    | Дмитрий Дягилев Челябинская область     | Анатолий Жалковский Красноярский край Андрей Кутасеевич Челябинская область  |